# Schizomus arganoi
Espèce
Schizomus arganoi est une espèce de schizomides de la famille des Hubbardiidae.

## Distribution
Cette espèce est endémique du Chiapas au Mexique,. Elle se rencontre dans la grotte Cueva de la Golondrina à Bochil.

## Étymologie
Cette espèce est nommée en l'honneur de Roberto Argano.

## Publication originale
- Brignoli, 1973 : Note sulla morfologia dei genitali degli Schizomidi e diagnosi preliminari di due nuove specie del Messico. (Arachnida.Schizomida). Fragmenta Entomologica, no 91, p. 1-9.